# استفن آین‌هورن
استفن آین‌هورن (زبان سوئدی:Stefan Einhorn)، متولد ۲۶ اکتبر۱۹۵۵ در استکهلم، یک پزشک سوئدی، پروفسور و نویسنده است. او پسر یرشی و نینا آین‌هورن و همچنین برادر لنا آین‌هورن است.

## فعالیت‌ها
آین‌هورن در سال ۱۹۸۰ از انستیتو کارولینسکا (Karolinska) یک دانشگاه دولتی سوئد در استکهلم پس از دفاع از تز خود موفق به اخذ پایان‌نامه تحصیلی‌اش شد. از سال ۱۹۹۹ او استاد تومورشناسی مولکولی در انستیتو کارولینسکا می‌باشد.
در سال ۲۰۱۳، او یکی از مبتکران ایجاد یک مرکز ثبات اجتماعی(CSS)در انستیتو کارلینسکا بود.
استفن همچنین پزشک عمومی بخش رادیوهممت Radiohemmet(اولین کلینیک تومورشناسی سوئد می‌باشد که در سال ۱۹۹۰ تأسیس گردید) و رئیس شورای اخلاق انستیتو کارولینسکا است. علاوه بر این او عضو کانون نویسندگان سوئد (SFF) است.
آین‌هورن در۲۵ ژوئن ۲۰۰۲ گوینده رادیویی تابستانی و در۲۰ نوامبر ۲۰۰۵ مهمان برنامه سرگرمی تلویزیون (TV-huset) بود. او در کمپین انتخاباتی ۲۰۰۶، متعهد شد تا توسط حزب لیبرال کمیسیون اخلاقی ایجاد کند. او این اقدام را پس از یک جنجال سیاسی در پایان انتخابات تعهد سپرد زیرا حزب در ورود بی‌اجازه از کامپیوتر دراین واقعه دخیل بود.
حزب کارگر و سوسیال دمکرات، نمایندگان حزب لیبرال (حزب مردم سابق) را متهم کردند که به شبکه‌های کامپیوتری داخلی شان ورود غیرمجاز کرده‌اند و از این طریق اطلاعات حساس حزب را برداشته‌اند.

## کتاب‌های محبوب
- ۱۹۹۱ - Hud i sol (med Cecilia Boldeman)
- ۱۹۹۲ - En liten bok om cancer (Cancerfonden)
- ۲۰۰۰ - Ont i kroppen (med Ralph Nisell)

## کتابهای دیگر
- ۱۹۹۸ - En dold Gud: om religion, vetenskap och att söka Gud
- ۲۰۰۳ - Den sjunde dagen
- ۲۰۰۵ - Konsten att vara snäll
- ۲۰۰۷ - Medmänniskor
- ۲۰۰۷ - Vägar till visdom
- ۲۰۱۱ - Änglarnas svar
- ۲۰۱۳ - Stenträdet (spänningsroman)
- ۲۰۱۴ - De nya dödssynderna: våra mörkaste sidor och hur vi kan hantera dem
- ۲۰۱۶ -  Pappan

## جوایز و عنوان
کتاب استفن آین‌هورن در سال ۲۰۰۵ به نام «هنر مهربان بودن» به عنوان بهترین کتاب سا ل ازطرف ۳۵۰ کتابفروشی معرفی شد.
- سال ادبیات ۲۰۰۵ برای کتاب «هنر مهربان بودن».
- استیفن آین هورن در ۲۰۱۴ به عنوان سخنگوی استان وسترا گوتلاند در منطقه ST منصوب شد.